# Thymallus brevipinnis
Thymallus brevipinnis är en fiskart som beskrevs av Svetovidov, 1931. Thymallus brevipinnis ingår i släktet Thymallus och familjen laxfiskar. Inga underarter finns listade i Catalogue of Life.